# لحسن أخميس
لحسن أخميس (توفي يوم 6 يوليو 2018) كان لاعب كرة قدم مغربي، وكان قبل وفاته يلعب مع نادي النهضة البركانية.

## وفاته
توفي صباح يوم الجمعة 6 يوليو 2018  إثر حادثة سير وقعت على طريق “صاكا” الرابطة بين تازة والحسيمة، حيث كان متوجها لتوقيع عقد مع نادي شباب الريف الحسيمي. توفي عن عمر يناهز 30 عاما.